# Working for The Weekend
Working for The Weekend（ワーキング・フォー・ザ・ウィークエンド）はAIR-G'（エフエム北海道）の金曜日に放送されていた生ワイド番組。放送期間は2009年4月3日から2013年3月29日まで。

## 概要
「まずは今すべき仕事を完璧にこなしてから週末を楽しもう!」をコンセプトに週末イベント情報や、週末にゆったり趣味や教養を身につける情報を届ける番組。ここでの"working"は「働く」のほかに「役立つ」という意味で使われている。

## 出演者
- パーソナリティ：松尾亜希子
- レポーター：林唯衣（後番組の『BOND GIRL!』ではメインパーソナリティを担当）

## タイムテーブル

### 第一部
13:00 オープニング
13:10 ア・ラ・コレ・エクセレント
13:25 ラディ・メルカート（FMラジオショッピング）
13:35 ぐうたびRADIO
（ここまで第一部）
13:55 道新ヘッドラインニュース

### 第二部
14:10 ワールド・サプライズ
14:15 道路交通情報（提供：パチンコひまわり）
14:20 only one bridal（提供：結婚式場ナビ「札幌コンシェル」）
松尾が担当する帯番組『Sparkle Sparkler』（2013年4月 - ）の木曜日に移動して継続。
14:55 鈴木おさむのちょっと元気になる言葉
15:10 はずさない店
月刊情報誌「O.tone」などを発行する出版社『あるた出版』編集部がおすすめする札幌市内のおいしいお店を紹介するコーナー。
15:25 ラディ・メルカート（FMラジオショッピング）
15:35 ウイ・アー・レイバーズ
15:55 道新ヘッドラインニュース
16:10 道路交通情報（提供：北洋銀行、カーセブン）
16:15 オトコのギモン
16:25 ミュージックコーナー
16:50 ヨシケイおかず倶楽部
17:10 SMILE SAFETY PROJECT
17:25 道路交通情報（提供：北洋銀行）
17:50 エンディング

### 過去に放送されていたコーナー
- イオン de ハッピーリポート（15:10 - 15:20）
- ハーブのエール（2011年、16:14 - 16:24、提供：養命酒）